# メラニー・チズム
メラニー・チズム（Melanie Jayne Chisholm, 1974年1月12日 - ）は、イギリスの女性歌手。身長168cm。UKポップグループ、スパイス・ガールズのメンバーとして知られ、スポーティー・スパイスが愛称。メラニーC、Mel Cとして親しまれている。
ソロ歌手としても活動しており、ヒット曲に「ネヴァー・ビー・ザ・セイム・アゲイン」「アイ・ターン・トゥ・ユー」「ファースト・デイ・オブ・マイ・ライフ」、ブライアン・アダムスと共演した「ウエン・ユア・ゴーン」など。ソロとしては『ノーザン・スター』『リーズン』『メラニーC』の3枚のアルバムが全英TOP10入りしている。

## 経歴

### デビューまで
イングランドのマージーサイドで生まれ、チェシャーで育つ。1994年3月、雑誌で知ったオーディションに合格、スパイス・ガールズの一員となる。

### スパイス・ガールズ時代
スパイス・ガールズはエマ・バントン、メラニー・ブラウン、ヴィクトリア・ベッカム、ジェリ・ハリウェルおよびチズムの5人グループ。1996年にデビューし、ファースト・アルバム『Spice』が大ヒットした。ファーストシングルの「Wannabe」はUK・US両チャートで1位を獲得する。ほかにも多数のヒット曲がある。2000年から活動を休止しているが、正式に解散はしていない。

### ソロ・アーティストとしての成功
1998年にシンガー、ブライアン・アダムスとのデュエット曲「When You're Gone」をリリースし、全英3位のヒットを記録。
1999年にソロ・ファーストアルバム『Northern Star』をリリース。彼女の愛称である「スポーティー」というイメージから、ロック調の曲「Goin' Down」がこのアルバムからのファースト・シングルに選ばれ、UKチャート4位を記録した。このアルバムのタイトルトラックである「Northern Star」が次のシングルに選ばれチャート4位を記録。
2000年3月,「Northern Star」に続くシングル「Never Be the Same Again」がソロでは初めてのUKチャート1位を記録する。この曲はアフリカ系アメリカ人のラッパーでTLCのメンバー、リサ・“レフト・アイ”・ロペス をフィーチャリングしている。続けてリリースしたダンス・リミックス調の曲「I Turn To You」が2度目のUKチャート1位を記録するなど連続で大ヒット。また、この曲はアメリカのビルボード・ダンスチャートでも1位になったほか、2002年には映画『ベッカムに恋して』のクラブシーンで使用された。「If That Were Me」がこのアルバムからの最後のシングルに選ばれる。しかしこの曲はUKチャート18位にとどまった。ファースト・アルバムからは合計5曲もシングルとしてリリースされた。このアルバムはUKアルバムチャートで4位を記録、UKでトリプルプラチナディスクを、ヨーロッパでプラチナディスクを、オーストラリアでゴールドディスクを獲得した。
2003年3月、チズムは自身2枚目のアルバムをリリースする。アルバム名は『Reason』。プロデューサー陣にグレッグ・アレキサンダー（ローナン・キーティング、ニュー・ラディカルスを手がけた）、マリアス・デ・ブライス（マドンナ）、デヴィッド・アーノルド（ビョーク）、そして作詞にスパイス・ガールズのデビューヒット曲「Wannabe」の作詞を担当したマット・ローウを迎えた。このアルバムからのリードシングルとして「Here It Comes Again」をリリース。UKチャート7位を記録する。他には、「On The Horizon」（UKチャート14位）、日本でトヨタ自動車のCMに使われた「Let's Love」、ダブルAサイドとして「Melt / Yeh Yeh Yeh」をリリースした。しかし、「Melt / Yeh Yeh Yeh」がUK27位にとどまったことに失望し、チズムはスパイス・ガールズ時代から契約していたヴァージン・レコードを離れた。しかし、このアルバム自体はUKチャートで5位を記録し、イギリスでゴールドディスクを獲得した。
2004年、チズムは自らレッド・ガール・レコードという名前のレコードレーベルを立ち上げた。2005年4月、このレーベルからアルバム『Beautiful Intentions』をリリース。このアルバムからのリードシングルとして「Next Best Superstar』（UKチャート10位を記録）がリリースされる。次のシングルとして「Better Alone』がリリースされると告知されたが、iTunes Music Storeやチズム自身のオンラインストアで購入できることとなり、イギリスではリリースされなかった。後にマリー・マッカートニーによるプロモーションビデオの撮影のもと、ドイツで51位、スイスで33位、オーストリアで66位を記録する。
そしてこのアルバムからの次のシングルとして「First Day Of My Life」がリリースされた。この曲はドイツ・スイス・スペイン・ポルトガルで1位、オーストリアで2位を記録などヨーロッパ各国で大ヒットした。2005年9月15日にはドイツで400,000枚を売り上げたとしてプラチナレコードを獲得した。また、2006年3月12日にはエコー賞のThe Hit Of The Yearにノミネートされた。結果、アルバムの方もドイツで100,000枚を売り上げたとしてゴールド・ディスクを、ポルトガルでプラチナディスクを獲得した。
2007年4月にソロ4枚目となるアルバム『This Time』をリリース。イギリス以外のヨーロッパ諸国では「The Moment You Believe」、イギリスでは「I Want Candy」をシングルとしてリリース。「I Want Candy」は同名映画の主題歌として使われた。

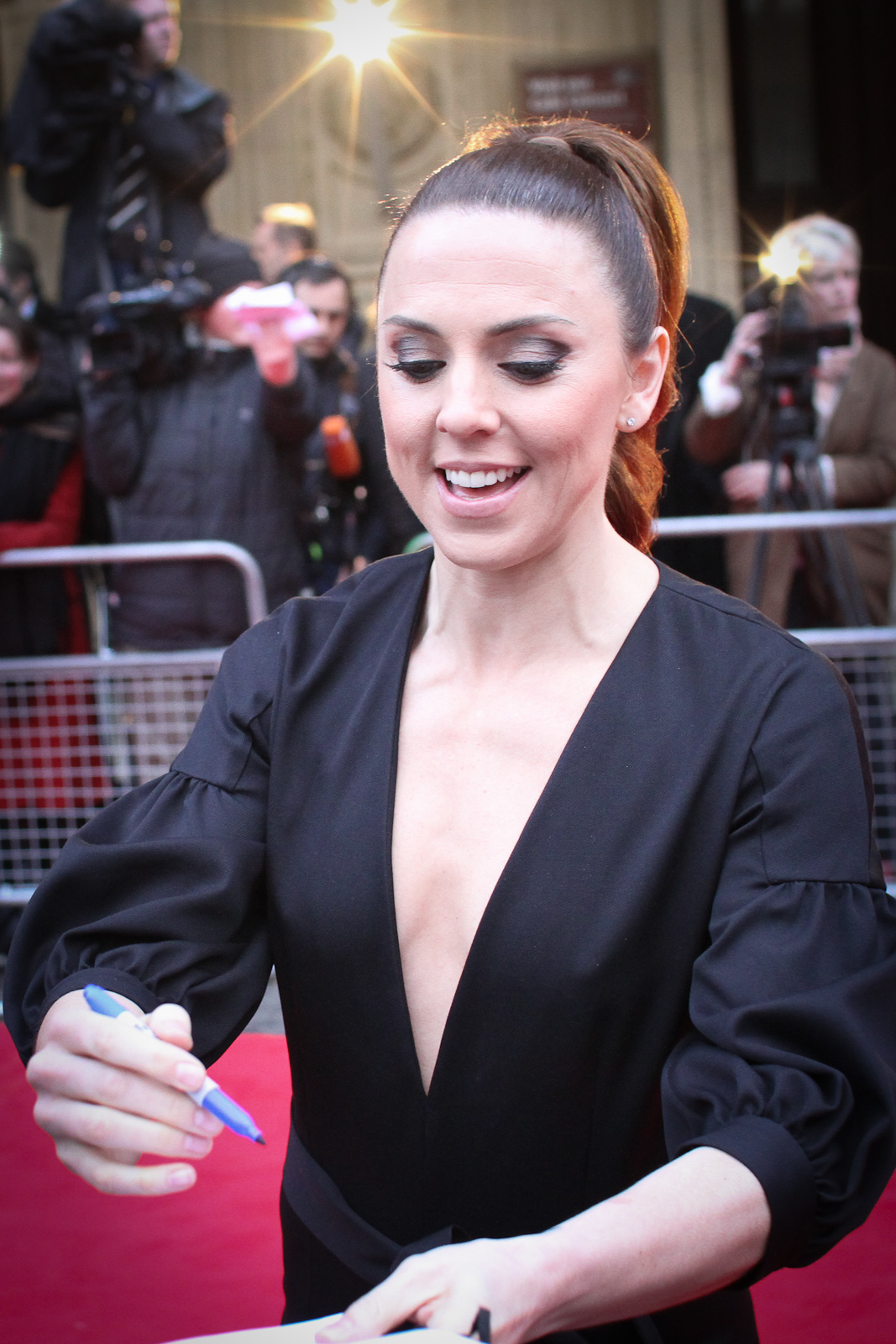
メラニー・チズム（2011年）

このアルバムリリース直後、スパイス・ガールズ再結成の話が持ち上がったが当初チズムはソロ活動に重きを置いていた為あまり乗り気ではなかった。しかし他のメンバーの熱心な誘いにより、2007年11月にスパイスガールズの3ヶ月に及んだ再結成世界ツアーとベスト・アルバムに参加。ジェリが脱退以降初めて5人揃った。その合間に12月にはロサンゼルス、ニューヨーク、トロントでソロギグも行う。
また2008年4月には『This Time』をカナダでリリース。カナダでのツアーも行った。
2009年2月に女の子を出産。スパイス・ガールズのメンバーの中では最後に母親となった。

#### 2010年代
2011年に入るとDJなどクラブシーンで活躍しているJodie Harshと音楽の製作に取り掛かる。このアルバムから先行シングルとして「Rock Me」がドイツ、スイス、オーストリアでリリースされた。この曲はドイツのTV局で放映された"FIFA Women’s World Cup"のテーマソングとなった。6月にiTunesにより世界配信。9月にセカンドシングル「Think About It」を発表。本国イギリスではアルバムからのファーストシングルとして発表された。同時にアルバム『The Sea』を発売。The Seaからは、「Weak」「Let There Be Love」もシングルとしてリリースされた。
Jodie Harshとは、2012年に入りコラボレーション作品として、「The Night」というEPをデジタルリリース。UKチャートで159位を記録している。
2012年8月ロンドンオリンピック閉会式にて、スパイス・ガールズとして一夜の再結成パフォーマンスを行った。WannabeとSpice Up Your Lifeの2曲のパフォーマンスを行い、ロンドン名物のタクシーで会場に現れ、5台のタクシーの上に5人がそれぞれ乗って、場内を駆け回るパフォーマンスで盛り上げた。

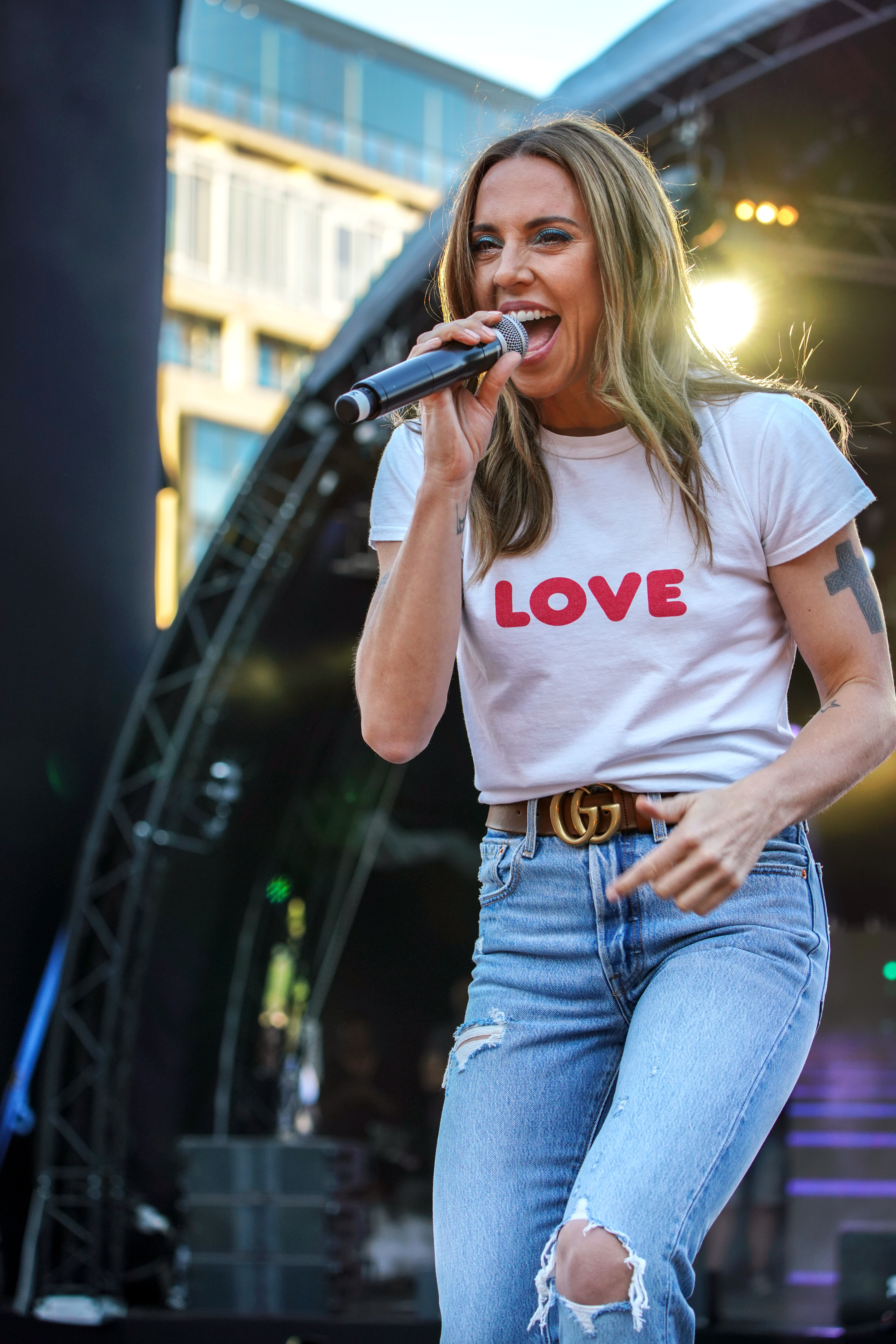
2018年

Peter-John Vetteseのプロデュースの元、演劇曲を集めた『Stages』を、2012年9月にリリース。ファーストシングルとして、「I Don't Know How To Love Him」が7月にリリースされた。アルバムには、Spice Girls時代のメンバーであるエマ・バントンとのデュエットも収録。
2013年8月にはXファクター出身の歌手マット・カードルとのデュエット曲「Loving You」を発表。久々にイギリスのシングルチャートでTOP20入りを果す。
2015年からAsia's Got Talentに審査員として番組へ参加。
2016年、メル・B、ジェリ・ハリウェル、エマ・バントンの3人がスパイス・ガールズ結成20周年を祝い、新曲を準備中である旨を発表したが、メラニーは不参加を表明。10月にアルバム『Version of Me』をリリース予定でソロ活動に専念したい為とスパイス・ガールズとしての活動に意義が見いだせない為とインタビューにて語っている。
しかし、2019年にはスパイス・ガールズの2度目の再結成に参加することを決め、ツアーに参加。

#### 2020年代

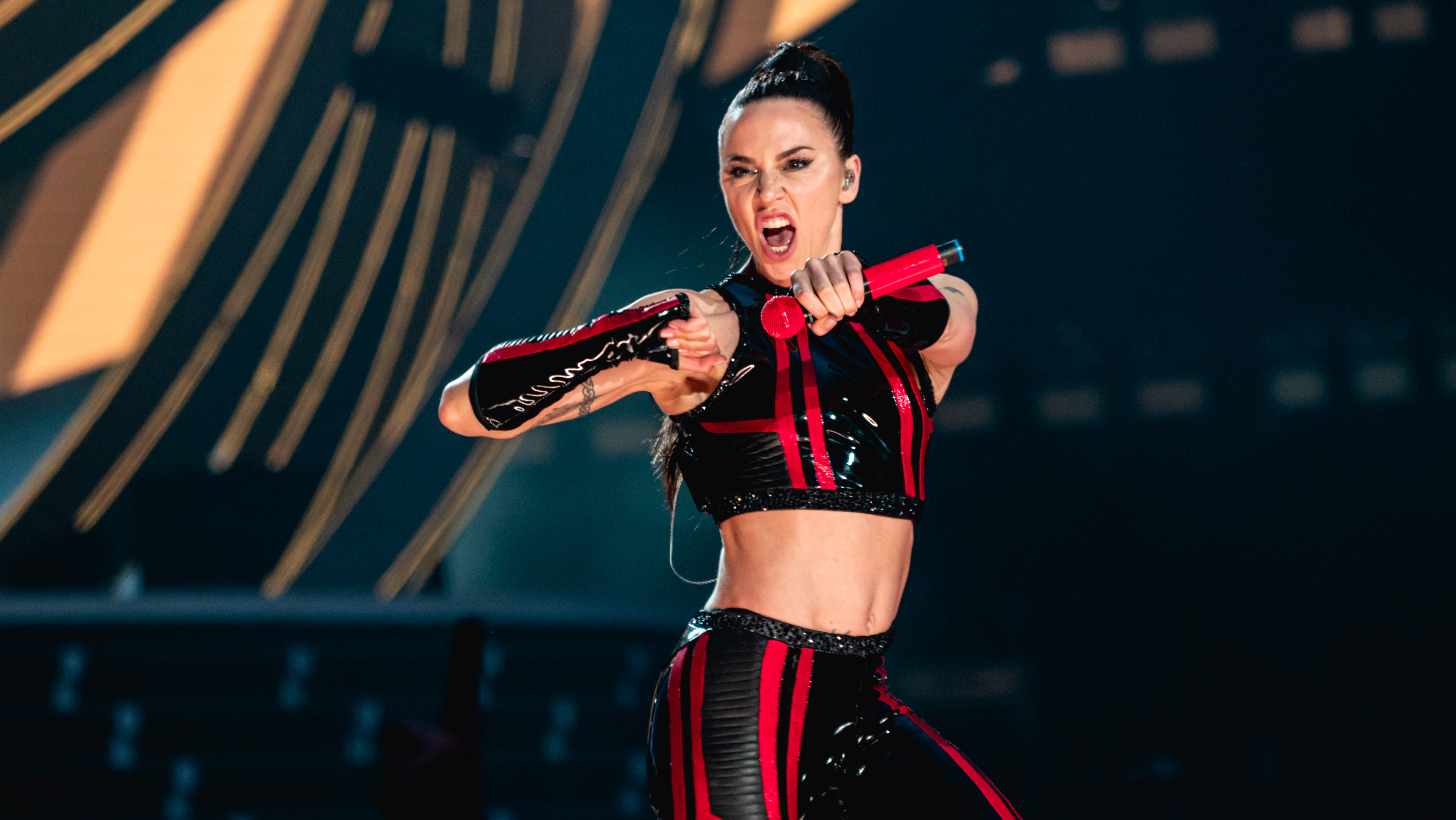
スパイス・ガールズの再結成コンサート（2019年）

2020年には4年ぶりのアルバム『Melanie C』を発表、17年ぶりに全英アルバムチャートでトップ10にチャートインするなどヒットした。同年には英国王室が後援するロイヤル・バラエティ・チャリティーのイベント、ロイヤル・バラエティ・パフォーマンスに招かれ、アルバムから「Blame It On Me」を披露。
2022年、自叙伝『フー・アム・アイ：マイ・ストーリー』を出版。
2023年、同年に亡くなったウェスト・エンド・シアターの名プロデューサー、ビル・ケンライトを偲んでベン・フォースターとともに再びロイヤル・バラエティ・パフォーマンスに出演。
2024年、50歳を記念してロンドンのKokoで誕生日当日の1月12日にバーステー・ライヴを開催、ライヴにはエマ・バントンもゲスト出演した。
6月30日、グラストンベリー・フェスティバルでのオービタルのステージにサプライスゲストとして出演、「ワナビー」をはじめとするスパイス・ガールズの楽曲を使用した曲「スパイシー」をコラボレーションした。

## 私生活
DJとしても活動しており、クラブツアーも行っている。チャリティー活動家としても知られている。
サッカー好きで知られ、中でもリヴァプールFCの熱狂的ファンとして知られている。お気に入りのアーティストはマドンナとスティーヴィー・ワンダー、ブラー。お気に入りの映画は『トイ・ストーリー』。母がつくる中華料理が大好物。
ロビー・ウィリアムズ、5iveのジェイソン・J・ブラウンと交際していた時期がある。
へその下に "ANGEL", 肩に漢字で「女力」など10か所にタトゥーがある。
スパイス・ガールズの成功からくるプレッシャーにより暴飲暴食、そして摂食障害や拒食症、うつ病、広場恐怖症に苦しんでいた過去がある。

## ディスコグラフィ

### アルバム
- Northern Star（1999年、全英4位・全独7位・全米108位）
- Reason（2003年、全英5位・全独12位）
- Beautiful Intentions（2005年、全英24位・全独15位）
- This Time（2007年、全英57位・全独15位）
- The Sea（2011年、全英45位・全独16位）
- Stages（2012年、全英50位）
- Version Of Me（2016年、全英25位）
- Melanie C (2020年、全英8位・全独27位・全米98位)

### EPs
- The Night（2012年、全英182位・UKインディーズチャート16位）

### シングル
| 年   | タイトル                  | アルバム名           | チャート最高位 | チャート最高位 | チャート最高位 | チャート最高位 | チャート最高位 | チャート最高位       |
| 年   | タイトル                  | アルバム名           | 全英           | ドイツ         | スイス         | オーストリア   | スペイン       | 全米ビルボードダンス |
| ---- | ------------------------- | -------------------- | -------------- | -------------- | -------------- | -------------- | -------------- | -------------------- |
| 1998 | "When You're Gone"        | On a Day Like Today  | 3              | 14             | 11             | 4              | 3              |                      |
| 1999 | "Goin' Down"              | Northern Star        | 4              | 101            |                | 17             |                |                      |
| 1999 | "Northern Star"           | Northern Star        | 4              | 50             | 75             | 73             |                |                      |
| 2000 | "Never Be the Same Again" | Northern Star        | 1              | 5              | 3              | 2              |                |                      |
| 2000 | "I Turn To You"           | Northern Star        | 1              | 2              | 3              | 11             |                | 1                    |
| 2000 | "If That Were Me"         | Northern Star        | 18             | 58             | 50             | 28             |                |                      |
| 2003 | "Here It Comes Again"     | Reason               | 7              | 59             | 61             | 49             | 16             |                      |
| 2003 | "On The Horizon"          | Reason               | 14             | 80             |                |                |                |                      |
| 2003 | "Let's Love"              | Reason               |                |                |                |                |                |                      |
| 2003 | "Melt / Yeh Yeh Yeh"      | Reason               | 27             | 63             |                |                | 13             |                      |
| 2005 | "Next Best Superstar"     | Beautiful Intentions | 10             | 32             | 25             | 41             |                |                      |
| 2005 | "Better Alone"            | Beautiful Intentions |                | 51             | 33             | 66             |                |                      |
| 2005 | "First Day Of My Life"    | Beautiful Intentions |                | 1              | 1              | 2              | 1              |                      |
| 2007 | "The Moment You Believe"  | This Time            |                | 15             | 14             | 28             | 1              |                      |
| 2007 | "I Want Candy"            | This Time            | 27             |                |                |                |                |                      |
| 2007 | "Carolyna"                | This Time            | 49             | 28             | 31             | 12             |                |                      |
| 2007 | "This Time"               | This Time            | 94             | 69             |                |                |                |                      |
| 2011 | "Rock Me"                 | The Sea              |                | 38             |                |                |                |                      |
| 2011 | "Think About It"          | The Sea              | 95             | 48             | 45             | 34             |                |                      |
| 2011 | "Weak"                    | The Sea              |                |                |                |                |                |                      |
| 2011 | "Let There Be Love"       | The Sea              |                |                |                |                |                |                      |
| 2012 | "Set You Free"            | The Night(EP)        | 159            |                |                |                |                |                      |
| 2012 | "I Know Him So Well"      | Stages               | 153            |                |                |                |                |                      |
| 2013 | "Loving You"              | Porcelain            | 14             |                |                |                |                |                      |

### DVD
- Live Hits (2006)
- Live At The Hard Rock Cafe (2009)
- The Sea Live (2012)

## ツアー
- 1999 - From Liverpool To Leicester Square
- 2000/2001 - Northern Star ヨーロッパ・ツアー
- 2001 - Northern Star ワールド・ツアー
- 2003 - Reason UK & アイルランド/ドイツ・ツアー
- 2004 - バーフリー・ミニ・ツアー
- 2005/2006 - Beautiful Intentions ライブ・ツアー
- 2008/2008 - This Time Canada ライブ・ツアー
- 2011/2012 - The Sea ライブ・ツアー
- 2017/2018 - Version of Me Tour ライブ・ツアー
- 2022/2023 - Melanie C Tour ライブ・ツアー